# Grand Bay West
Pour les articles homonymes, voir Grand Bay.
Grand Bay West est une petite communauté côtière située sur la côte sud-ouest de l'île de Terre-Neuve dans la province de Terre-Neuve-et-Labrador au Canada.

## Annexe